# Iglesia de Nuestra Señora de la Asunción (Beaumont-de-Lomagne)
La iglesia de Nuestra Señora de la Asunción (en francés: église Notre-Dame-de-l'Assomption) es una iglesia católica francesa ubicada en la pequeña localidad de Beaumont-de-Lomagne (solo 3772 hab. en 2013), en el sur del país, en el departamento de Tarn-et-Garonne, en la región de Occitania.
El edificio fue clasificado en el título de los monumentos históricos en 1843.

## Historia
Hacia el siglo XI, la villa estaba bajo el dominio de los monjes de Granselve. Estos últimos concedieron a los habitantes unos terrenos bajo el castillo para construir una iglesia. La iglesia actual data del siglo XIV.

## Arquitectura

### Exterior
El edificio es de estilo gótico meridional. Por debajo de la cubierta es claramente visible una fila de mirandas. 
- El campanario octogonal de tipo tolosano (siglo XV) se inició en 1390, y se terminó después de 1480. Está perforado con huecos geminados, de los que los de dos plantas incluyen arcos mitrados. Está coronado por una balaustrada adornada con clochetons y una flecha del ladrillo. La flecha fue reconstruida al principio del siglo XVII.
- El portal monumental del siglo XIV fue parcialmente destruido en 1794; luego rehecho y su gablete reconstruido entre 1864 y 1866.

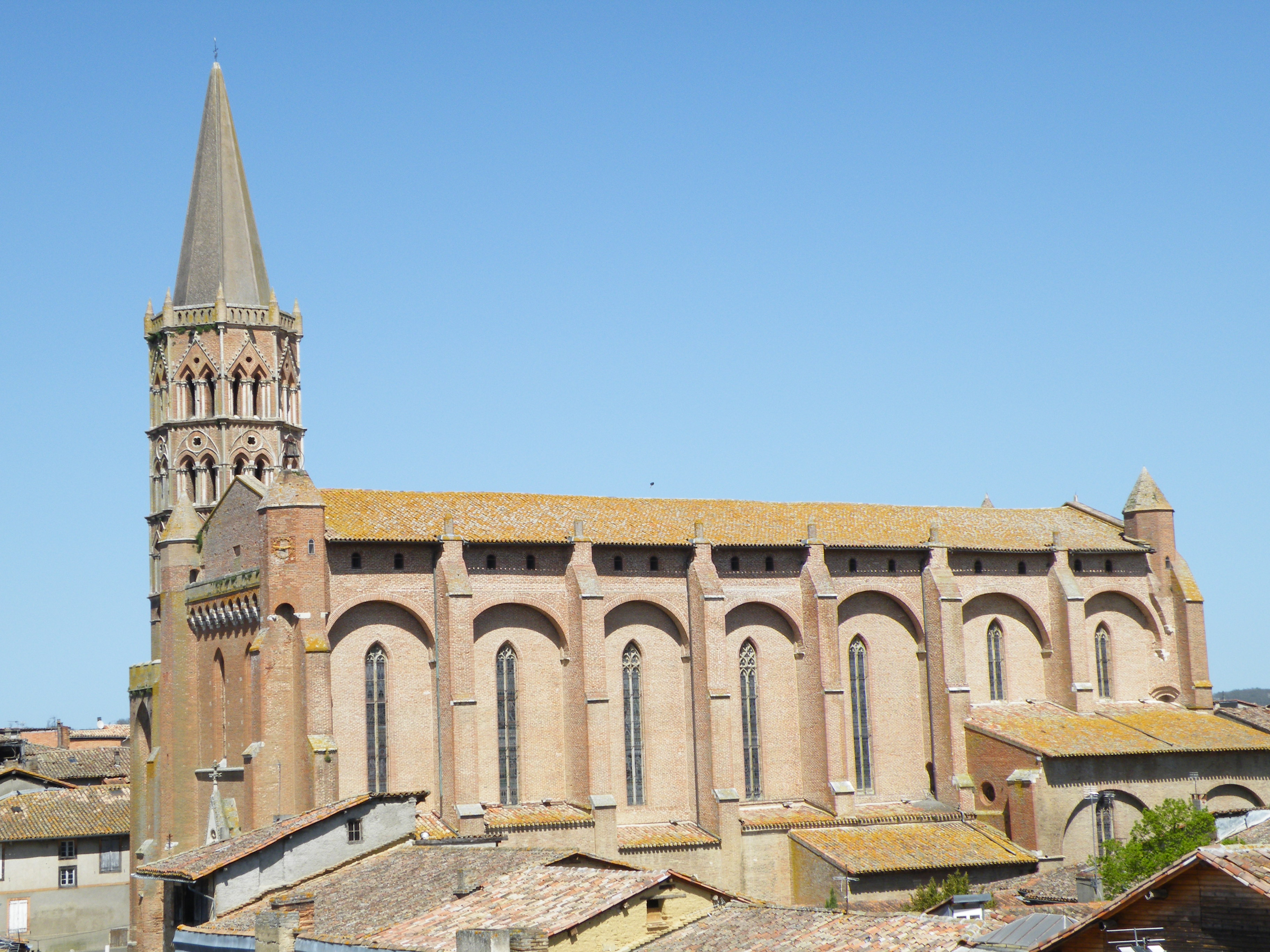
El alzado sur de la iglesia
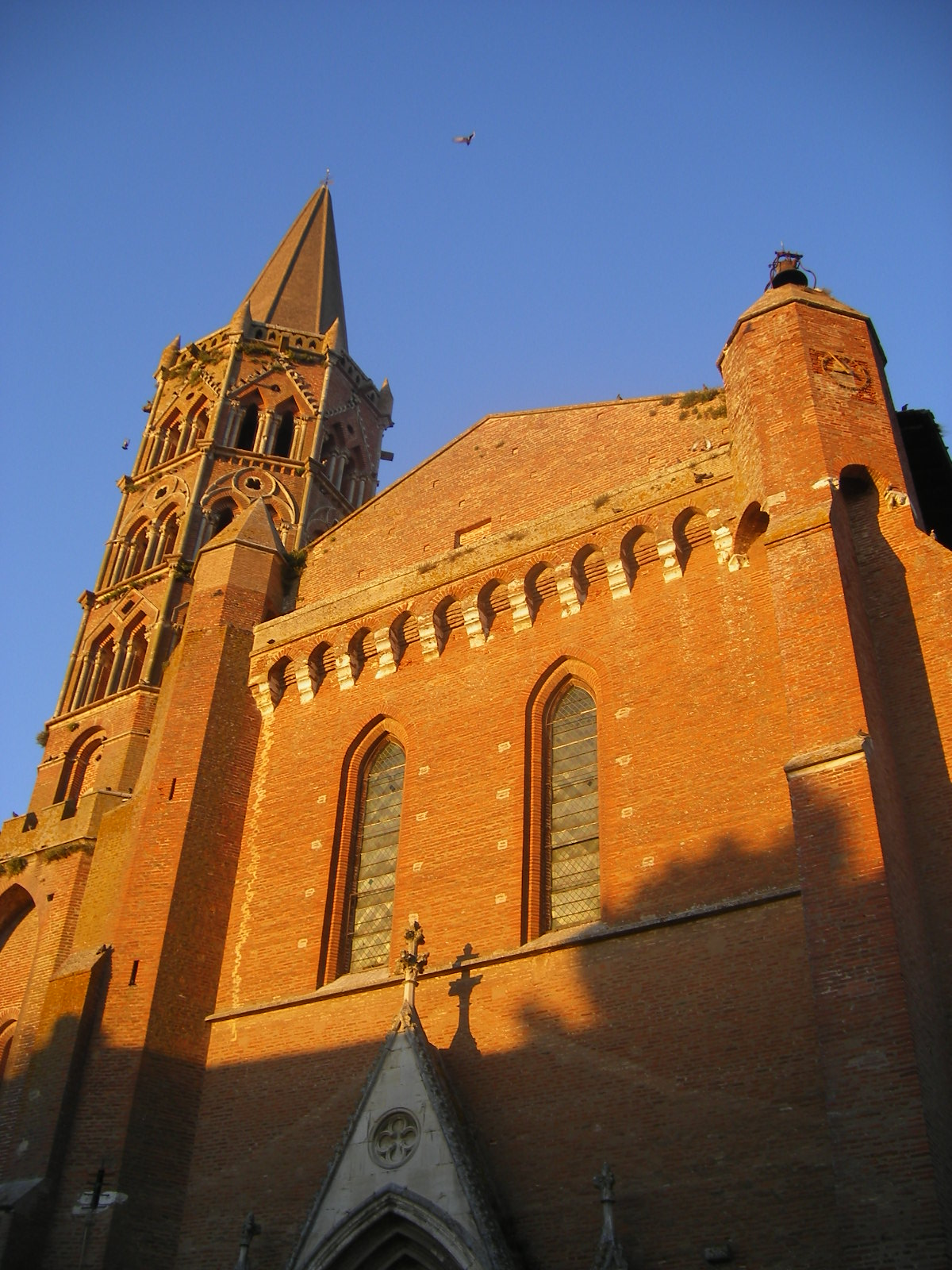
La fachada soleada
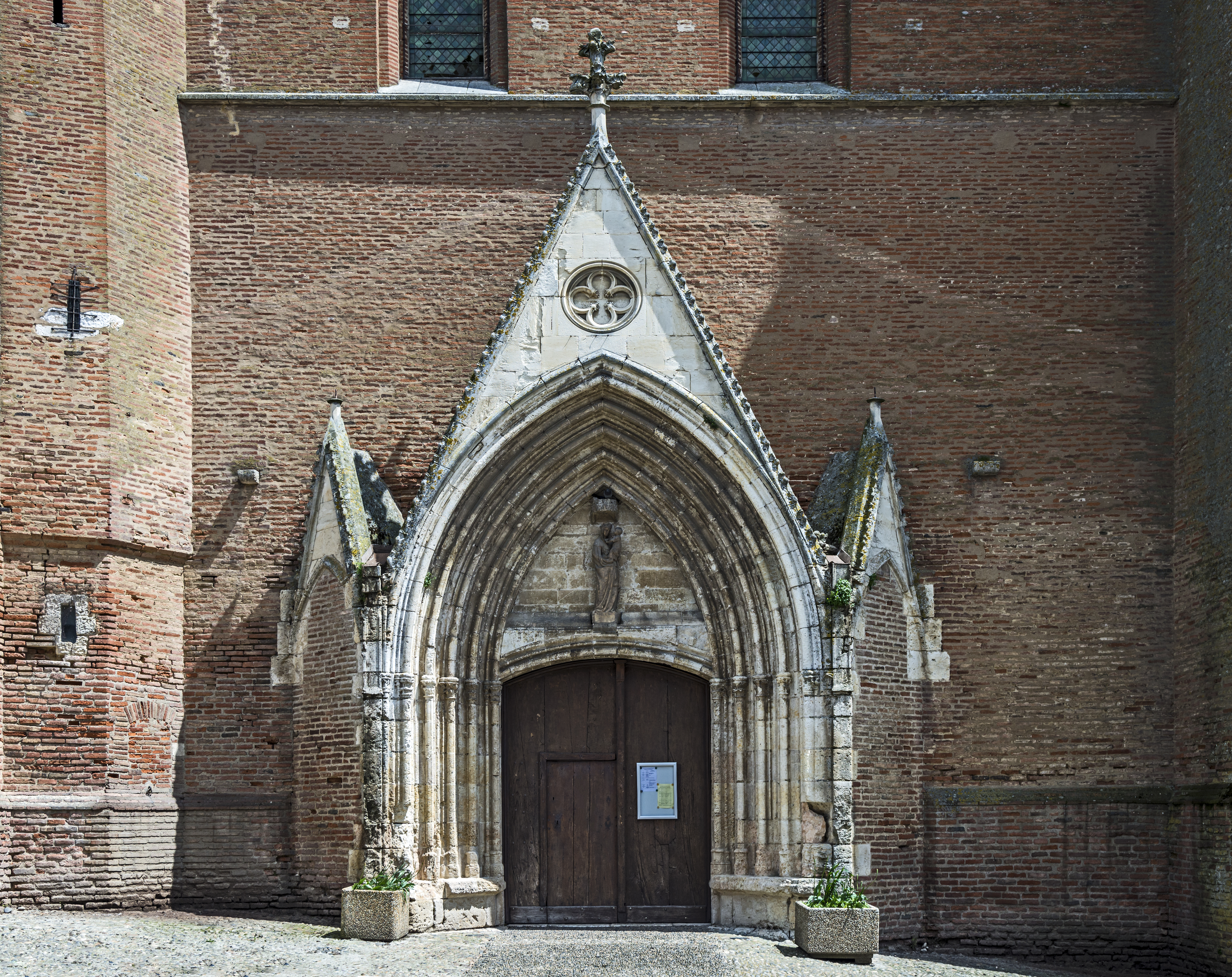
El portal
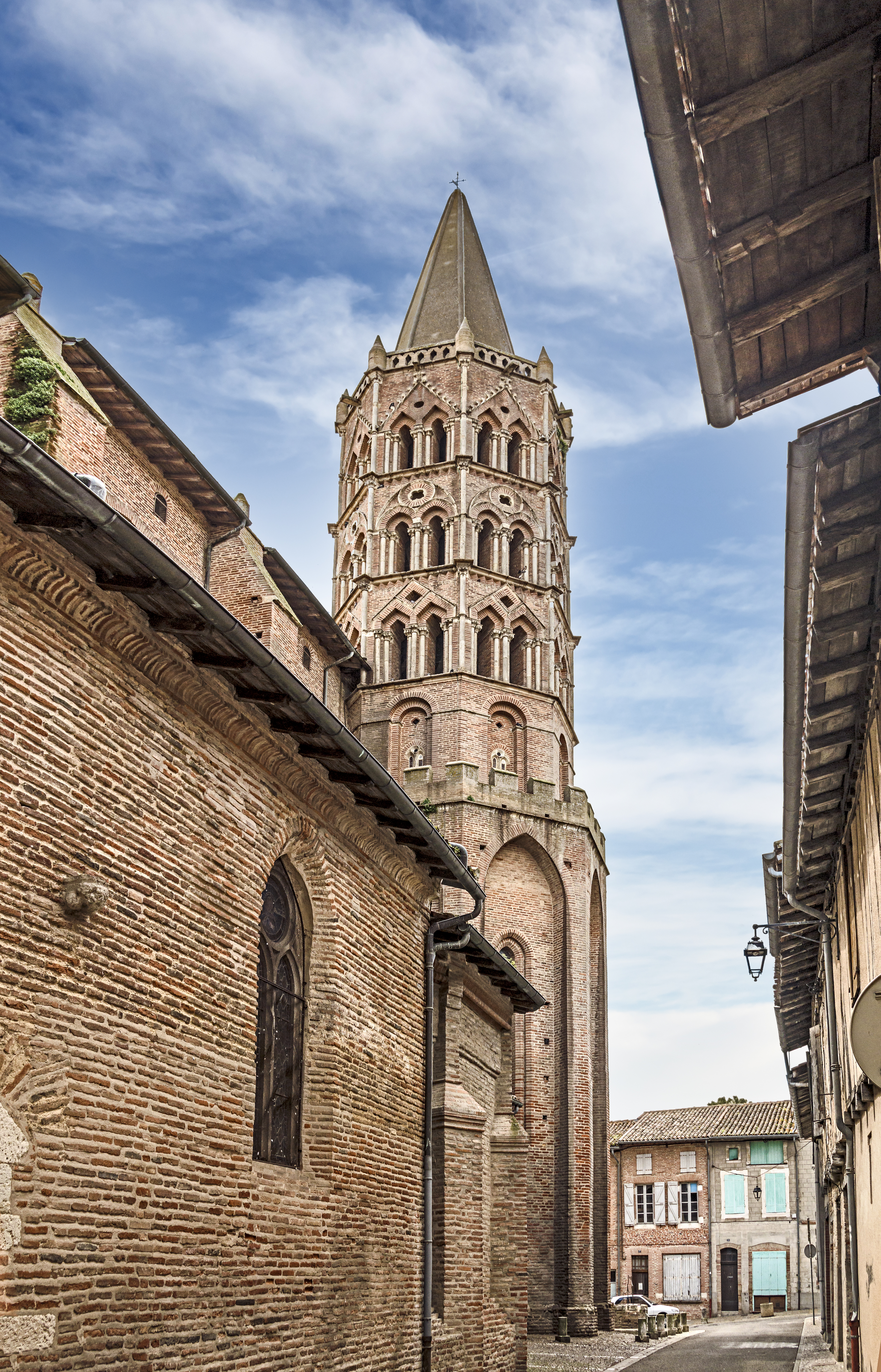
El campanario

### Interior
El nterior interior presenta once capillas. El coro está adornado con un baldaquino.  